# Bruinrugspotlijster
De bruinrugspotlijster (Mimus dorsalis) is een vogelsoort uit de familie van de spotlijsters (Mimidae).

## Verspreiding en leefgebied
Deze soort komt voor in Argentinië, Bolivia en Chili.